# L'Empereur de Chine
L'Empereur de Chine est une aventure d'Alix publiée en 1982 dans Tintin et sortie en album en 1983.

## Synopsis
À Elephanta en Inde, Alix et Enak accompagnent leur ami grec Mardokios, fils d'Aristène, le précepteur du prince héritier de Chine, sur un navire en direction de ce pays. Lors du voyage, Alix aide à repousser des pirates, ce qui lui vaut l'amitié du prince Wou Tchi, embarqué à bord. Arrivés à Loyang, ils rejoignent ensuite la résidence d'été de l'empereur. Sur le chemin, Alix empêche Wou Tchi de bastonner un poète errant, qui leur fait des présages funestes.
Arrivés au palais, situé sur un lac, ils sont accueillis froidement par l'empereur, puis son fils Lou Kien, le prince héritier, reçoit Alix et Enak. Il leur avoue être mourant, à la suite d'une flèche empoisonnée reçue lors d'une bataille. Il espère pouvoir survivre grâce à une montagne que son père fait repeindre en rouge, à cause d'une légende assurant que cela entraînerait une longue existence et des siècles de gloire. 
Alors qu'il demande à Alix d'aller voir l'avancement des travaux, Wou Tchi, qui n'est plus en grâce auprès de l'empereur, s'enfuit, avec l'aide des deux Grecs. Sur place, Alix découvre que des ouvriers meurent à la tâche, et en sauve provisoirement un. Il s'enfuit, en compagnie de Wiong, le pêcheur qui l'a accompagné, mais est rattrapé et fait prisonnier par un navire impérial. L'empereur l'accuse d'avoir favorisé la fuite de Wou Tchi et leur montre les corps d'Aristène et Mardokios, qui ont été assassinés. Pour le faire avouer, il le fait enfermer dans une cage partiellement immergée. Enak, fuyant après la mort du prince, ne peut l'aider car il est également rattrapé.
Alix, libéré par Wiong, est ensuite aidé par le poète mendiant et ses hommes et libère Enak, qui a été enfermé, vivant mais drogué, dans le tombeau de Lou Kien, avec tous ses serviteurs. Ils doivent fuir, en compagnie de Wiong. De nouveau rattrapés, l'empereur ordonne leur exécution, leur montrant les têtes des personnes les ayant aidés. Il s'agit toutefois d'un simulacre, car Wou Tchi, revenu en grâce et devenu général, a obtenu qu'ils soient épargnés. Alors qu'Alix et Enak rembarquent sur le navire les ayant amenés, Wiong est exécuté sous leurs yeux.